# Contea di Gordon
La contea di Gordon (in inglese Gordon County) è una contea dello Stato della Georgia, negli Stati Uniti. La popolazione al censimento del 2000 era di 44 104 abitanti. Il capoluogo di contea è Calhoun.